# Mormodes ephippilabia
Mormodes ephippilabia är en orkidéart som beskrevs av Jack Archie Fowlie. Mormodes ephippilabia ingår i släktet Mormodes och familjen orkidéer.
Artens utbredningsområde är Honduras. Inga underarter finns listade i Catalogue of Life.